# Towson
Towson ist ein gemeindefreies Gebiet, ein Census-designated place und Sitz der Countyverwaltung (County Seat) des Baltimore Countys im US-Bundesstaat Maryland. Towson hat 59.553 Einwohner auf einer Fläche von 36,8 km² (Stand: Volkszählung 2020).

## Geschichte
Towson wurde etwa im Jahr 1750 von den Brüdern William und Thomas Towson gegründet.
Der hier ansässige Gartengestalter Wolfgang Oehme bepflanzte zahlreiche Grünflächen der Stadt in seinem unverkennbaren Stil.

## Universitäten
- Towson University

## Söhne und Töchter (Auswahl)
- William Purington Cole (1889–1957), Politiker
- Amos Badertscher (1936–2023), Fotograf
- Divine (1945–1988), Schauspieler und Sänger
- Thomas Roberts (* 1972), Journalist
- Kimmie Meissner (* 1989), Eiskunstläuferin
- Luigi Mangione (* 1998), Data Engineer und Verdächtiger in einem Kapitalverbrechen